# Врлич, Йосип
Йосип Врлич (хорв. Josip Vrlić; род. 25 апреля 1986, Риека) — хорватский ватерполист.
Начал клубную карьеру в команде «Приморье» из Риеки в 2006 году. С 2010 по 2013 год играл в Испании за «Атлетик-Барселонета». В 2013 году отправился в Бразилию, где присоединился на один год к «Ботафого». В дальнейшем вернулся в Европу, выступая за «Раднички» из Крагуеваца (Сербия). Впоследствии играл за «Юг» (2015—2017), «Атлетик-Барселонета» (2017—2019), «Младост» (2019—2021), «Раднички» (2021—2023) и «Ядран» (2023—2024). С 2024 года — игрок клуба «Младост».
Неоднократно принимал участие в матчах Лиги чемпионов и Кубка Европы.
В 2015 году принял предложение выступить за сборную Бразилии, с которой стал серебряным призёром Панамериканских игр 2015 года (Торонто) и победителем Мировой лиги 2015. Участник Олимпийских игр 2016 года в Рио-де-Жанейро (8 место).
В дальнейшем представлял на международном уровне Хорватию. На чемпионате Европы имел следующие награды: бронза (2018), серебро (2024) и золото (2022). Чемпион мира 2024 года в Дохе и бронзовый призёр чемпионата мира 2019 года.
Участник Олимпийских игр 2020 в Токио (5 место). Стал серебряным призёром Олимпийских игр 2024 года в Париже.
Его брат — ватерполист Мислав Врлич.